# 帖木儿不花 (白帐汗国)
帖木儿不花（蒙古语：Temür buqa），是金帐汗国（朮赤兀鲁思）的贵族，朮赤的曾孙、斡兒答兀鲁思建立者斡兒答之孙，属于朮赤兀鲁思的王族成员。其生活年代不详，曾担任斡兒答兀鲁思（朮赤兀鲁思左翼、白帳汗國）的首领。
帖木儿不花的生平记载极少，但史料记录了其子古卜鲁克因觊觎首领之位，向当时的斡兒答兀鲁思首领伯颜发起叛乱。古卜鲁克以“我父曾统治兀鲁思，继承权应归我”为由要求首领地位，据此推测帖木儿不花曾在某一时期担任斡兒答兀鲁思首领。帖木儿不花的出身是斡兒答家族世系中记载最混乱的部分之一：多数史料（包括《史集》伊斯坦布尔抄本）称他是“斡兒答第七子（末子）旭烈台的儿子”；仅《史集》伦敦抄本与《五族谱》记载他为“斡兒答第六子忽秃灰的儿子”。
目前学界关于他的世系和担任首领的具体时期尚未定论。尚无定论。日本学者赤坂恒明认为，斡兒答的首位继承者无疑是洪格黑兰；13世纪后半叶著名首领科齊的继位记录中未提及从洪格黑兰直接继承。据此推测，帖木儿不花可能在洪格黑兰与科齊之间担任过首领。若按“末子继承”的蒙古传统，作为斡兒答末子旭烈台的儿子，帖木儿不花的继承权更具合理性，这也能解释他为何能在缺乏显赫功绩的情况下成为首领。